# Daniel Svensson (balonmanista)
Daniel Svensson (Copenhague, 3 de abril de 1982) fue un jugador de balonmano danés que jugó de central. Su último equipo fue el Skjern HB y fue un componente de la Selección de balonmano de Dinamarca.
Con la selección disputó 8 partidos y marcó 15 goles. En 2017 anunció su retirada como jugador profesional.
En España jugó en el BM Toledo.

## Palmarés

### Aalborg
- Liga danesa de balonmano (1): 2010

### Skjern HB
- Copa de Dinamarca de balonmano (2): 2014, 2016

## Clubes
- IF Stadion ( -2000)
- Ajax København (2000-2003)
- FC Copenhague HB (2003-2005)
- Aalborg HB (2005-2010)
- BM Toledo (2010-2011)
- TuS Nettelstedt-Lübbecke (2011-2013)
- Skjern HB (2013-2017)